# Hjördis Piuva Andersson
Hjördis Birgitta Piuva Andersson, född Piuva 10 juni 1933 i Vojakkala i Nedertorneå socken, är en svensk konstnär. Piuva Andersson har givit ut tre böcker där hon berättar om livet i Tornedalen med text och bilder.
Hon är bosatt i Matarengi i svenska Övertorneå.